# Taťána
Taťána je ženské křestní jméno. Podle českého kalendáře má svátek 29. března.
Jedná se o jméno používané nejvíce Rusy. Jeho kořeny sahají až do antického Říma, kde žil slavný rod Tatiů. Již staří Řekové znali slovo tattó, které znamenalo „ustanovovat“, „rozdělovat“. Nejvíce toto jméno proslavily literární Taťány Puškina či Turgeněva.

## Statistické údaje
Následující tabulka uvádí četnost jména v ČR a pořadí mezi ženskými jmény ve srovnání dvou roků, pro které jsou dostupné údaje MV ČR – lze z ní tedy vysledovat trend v užívání tohoto jména:
| Rok       | Četnost  | Pořadí   |
| 1999      | 4780     | 117.     |
| 2002      | 4777     | 118.     |
| Porovnání | o 3 méně | o 1 hůře |

Změna procentního zastoupení tohoto jména mezi žijícími ženami v ČR (tj. procentní změna se započítáním celkového úbytku žen v ČR za sledované tři roky) je +0,7%.

## Známé nositelky Tatiany
- Taťána Fischerová – česká herečka a politička
- Taťána Kocembová – česká sportovkyně, atletka-běžkyně
- Taťána Kuchařová – česká vítězka soutěže Miss World
- Taťjana Medvecká – česká herečka
- Taťána Míková – česká televizní moderátorka
- Taťána Nikolajevna – ruská velkokněžna, druhá dcera cara Mikuláše II.
- Táňa Pauhofová – slovenská herečka
- Tatiana Vilhelmová – česká herečka

## Známé nositelky Tanji
- Tanja Poutiainen – finská atletka
- Tanya Roberts – herečka